# Benny Vansteelant
Benny Vansteelant (Torhout, 19 de noviembre de 1976-Roeselare, 14 de septiembre de 2007) fue un deportista belga que compitió en duatlón.
Ganó cuatro medallas en el Campeonato Mundial de Duatlón entre los años 2000 y 2004, y cinco medallas en el Campeonato Europeo de Duatlón entre los años 1999 y 2007. Además, obtuvo cinco medallas en el Campeonato Mundial de Duatlón de Larga Distancia entre los años 2000 y 2006.

## Palmarés internacional
| Campeonato Mundial | Campeonato Mundial          | Campeonato Mundial | Campeonato Mundial |
| Año                | Lugar                       | Medalla            | Prueba             |
| ------------------ | --------------------------- | ------------------ | ------------------ |
| 2000               | Calais ( Francia)           | Medalla de oro     | Individual         |
| 2001               | Rímini ( Italia)            | Medalla de oro     | Individual         |
| 2003               | Affoltern ( Suiza)          | Medalla de oro     | Individual         |
| 2004               | Geel ( Bélgica)             | Medalla de oro     | Individual         |
| Campeonato Europeo |                             |                    |                    |
| Año                | Lugar                       | Medalla            | Prueba             |
| 1999               | Blumau-Neurißhof ( Austria) | Medalla de oro     | Individual         |
| 2001               | Mafra ( Portugal)           | Medalla de oro     | Individual         |
| 2002               | Zeitz ( Alemania)           | Medalla de oro     | Individual         |
| 2003               | Varallo ( Italia)           | Medalla de oro     | Individual         |
| 2007               | Edimburgo ( Reino Unido)    | Medalla de oro     | Individual         |

| Campeonato Mundial | Campeonato Mundial      | Campeonato Mundial | Campeonato Mundial |
| Año                | Lugar                   | Medalla            | Prueba             |
| ------------------ | ----------------------- | ------------------ | ------------------ |
| 2000               | Pretoria ( Sudáfrica)   | Medalla de oro     | Individual         |
| 2001               | Venray ( Países Bajos)  | Medalla de oro     | Individual         |
| 2003               | Zofingen ( Suiza)       | Medalla de plata   | Individual         |
| 2005               | Barcis ( Italia)        | Medalla de oro     | Individual         |
| 2006               | Fredericia ( Dinamarca) | Medalla de oro     | Individual         |